# Docente in Italia
Un docente in Italia è un docente nel campo dell'istruzione che opera all'interno della scuola italiana e dell'università italiana, in possesso di requisiti e preparazione differenti, a seconda degli ordini e delle rispettive normative regolate per la scuola dal Ministero dell'istruzione e del merito e per l'università dal Ministero dell'università e della ricerca.

## Nella scuola

### Quadro normativo generale
La disciplina generale per la selezione del personale docente è dettata dal d.lgs. 16 aprile 1994, n. 297; in particolare:
- per insegnare nella scuola dell'infanzia nonché nella scuola primaria:
  - Ai sensi della riforma Gelmini è stato introdotto l'obbligo del conseguimento della laurea magistrale in scienze della formazione primaria al termine di un percorso di studi quinquennale, con tirocini a partire dal secondo anno di corso, a numero programmato con prova di accesso. Ai sensi del Decreto del Presidente della Repubblica del 25 marzo 2014 con il quale si è recepito il parere del Consiglio di Stato 11 settembre 2013, n. 3813,[1] e alla decisione dell'Unione europea del 31 gennaio 2014, sono assimilati alla laurea in scienze della formazione primaria, ai fini professionali, e quindi abilitanti all'insegnamento nella scuola primaria e nella scuola dell'infanzia, i diplomi conseguiti presso gli istituti magistrali al termine dei corsi conclusi entro l'anno scolastico 2001-2002 (titoli assimilati in base all'art. 12 della Direttiva dell'Unione Europea 2005/36/CE).[2] Questi titoli sono validi per insegnare tutte le discipline, esclusa educazione motoria.
    - Per insegnare educazione motoria alla scuola primaria: con la legge 30 dicembre 2021, n. 234 è stata introdotta l'educazione motoria nella scuola primaria (nuova classe di concorso EEEM) dall'anno scolastico 2022/2023, inizialmente nelle classi quinte. Per insegnare educazione motoria nella scuola primaria è necessario il titolo di accesso alle classi di concorso A048 (Scienze motorie e sportive negli istituti di istruzione secondaria di II grado) e A049 (Scienze motorie e sportive negli istituti di istruzione secondaria di I grado)[3].
- Per insegnare nella scuola secondaria di primo grado e nella scuola secondaria di secondo grado, come previsto dalla legge del 13 luglio 2015, n. 107:
  - Per i posti di docente laureato (classi di concorso della tabella A): è necessario il conseguimento di una laurea magistrale o di un diploma accademico di secondo livello per le discipline artistiche e musicali.
  - Per i posti di docente diplomato per gli insegnamenti tecnico-pratici nella scuola secondaria di secondo grado (classi di concorso della tabella B): fino all'anno scolastico 2024/2025 il titolo di accesso resta un diploma di scuola secondaria di secondo grado coerente con le discipline di insegnamento; dopodiché sarà necessario il possesso di specifiche lauree triennali coerenti con le classi di concorso di riferimento.[4]
- Per i posti di sostegno, ovvero per insegnare come insegnante di sostegno in ogni ordine e grado, è necessario frequentare un apposito corso di formazione universitaria, denominato "tirocinio formativo attivo"[5], della durata di un anno, che fornisce la specializzazione sul sostegno per il relativo grado di istruzione. Per accedere a tale corso di formazione è necessario possedere il titolo di accesso per insegnare nello specifico grado di istruzione.
- Per insegnare religione cattolica in ogni ordine e grado è necessario possedere specifici titoli.

Per la copertura di posti relativi all'insegnamento comune, dopo aver superato il concorso pubblico per le classi di concorso per i quali siano previsti determinati titoli di accesso, è necessario l'espletamento con successo di un periodo di prova annuale, durante il quale bisogna aver prestato centottanta giorni di servizio - dei quali almeno centoventi per le attività didattiche - nonché il superamento di un test finale.

### Le classi di concorso e di abilitazione
Ogni insegnamento impartito nelle scuole di ogni ordine e grado può essere assegnato a una o più classe di concorso, a cui il docente ha accesso tramite una determinata laurea magistrale o diploma accademico di secondo livello o titoli a essi equipollenti, eventualmente limitate al possesso di specifici CFU/CFA in determinati settori scientifici/artistici disciplinari, oppure tramite uno specifico diploma nel caso degli insegnanti tecnico-pratici.
Le classi di concorso sono ordinate tramite codici alfanumerici: ad esempio, per insegnare alla scuola primaria si deve essere assunti nella classe di concorso EEEE, mentre per insegnare matematica e fisica al liceo classico si deve essere assunti nella classe di concorso A027. Alcuni insegnamenti sono detti "atipici" perché assegnabili a più classi di concorso: ad esempio, l'insegnamento della matematica nel liceo scientifico può essere affidato a docenti afferenti alla classe di concorso A026 oppure alla A027.
I regolamenti disciplinanti le classi di concorso, il loro accesso e la corrispondenza ai vari insegnamenti dei vari indirizzi di studio sono stati più volte modificati nel corso del tempo. Attualmente il sistema di classi di concorso prevede:
- D.M. n. 259 del 9 maggio 2017[7] e il D.P.R. n. 19 del 14 febbraio 2016[8], che contiene l'elenco dei codici alfanumerici delle classi di concorso, dei loro titoli di accesso e degli insegnamenti corrispondenti, alcuni dei quali modificati da D.M. successivi;
- D.M. n. 221 del 20 novembre 2023[9], che modifica i titoli di accesso per quanto riguarda le classi A026 e A028 (rispettivamente "matematica" e "matematica e scienze"), al fine garantire una copertura maggiore dei posti relativi a queste classi di concorso, storicamente con pochi candidati;
- D.M. n. 255 del 22 dicembre 2023[10], che razionalizza e accorpa alcune classi di concorso del primo e del secondo grado della scuola secondaria, pur mantenendone separati i ruoli, e aggiorna i titoli di accesso di alcune classi di concorso storicamente con pochi candidati, come la A027 "matematica e fisica".

### Conseguimento dell'abilitazione all'insegnamento
Un docente di ruolo è in possesso dell'abilitazione all'esercizio della professione docente per la specifica classe di concorso in cui opera. Storicamente l'abilitazione è stata acquisita mediante differenti procedure, alcune anche finalizzate al ruolo.
Ad oggi si prevede un percorso universitario di formazione iniziale, corrispondente a non meno di 60 CFU, al termine del quale si consegue l'abilitazione all'insegnamento, previo superamento dell'esame finale. L'accesso ai percorsi di formazione iniziale è a numero chiuso e si basa sulla valutazione dei titoli posseduti dal docente o aspirante docente.

### Modalità di assunzione

#### Concorso pubblico per esami e titoli
Il superamento di un concorso permette agli aspiranti docenti di entrare in ruolo a tempo indeterminato e/o di conseguire l'abilitazione per un'altra classe di concorso. Dal 1999 si sono svolti i seguenti concorsi docenti tutte con modalità diverse. Il limite di età per partecipare ai concorsi era prima fissato a 35 anni, poi nel 1975 venne portato a 40 anni e dal 1997 il limite è stato fissato a 65 anni d'età. Antenato degli attuali concorsi è stato il "concorso per merito distinto", un concorso annuale istituito dalla riforma Gentile nel 1923, modificato nel 1958 dal ministro dell'Istruzione Aldo Moro e abolito nel 1974, che consisteva in un concorso per titoli ed esami (uno scritto e una lezione) o per soli titoli (a seconda della fascia stipendiale di appartenenza) e consentiva uno scatto stipendiale.
Di seguito è presentato un elenco dei concorsi svolti o in corso di svolgimento dal 1999 a oggi.
| Concorso | Domande di iscrizione | Posti a bando | Requisiti per i posti comuni | Prove |
| --- | --------------------- | ------------- | --- | --- |
| Concorso ordinario abilitante 1999 (svolto nel 1999-2000)                                                                                          | 1.355.270             | 569.642       | - Titolo di accesso idoneo, per la specifica classe di concorso. | - prova scritta o scritto-grafica o scritto-pratica a risposta aperta (la parte scritta) - prova orale |
| Concorso insegnanti di religione 2004 | 22.000                | 17.800        | - Requisiti per l'insegnamento della religione cattolica. - Quattro anni di servizio nelle scuole statali o paritarie tra l'AS 1993/1994 e l'AS 2002/2003. | - prova scritta a risposta aperta - colloquio |
| Concorso ordinario 2012 | 321.210               | 11.542        | - Titolo di accesso all'insegnamento nella scuola dell'infanzia o primaria o secondaria di I e II grado conseguito entro il 2001-2002 o 2002-2003 (a seconda della CdC), oppure abilitazione all'insegnamento per la specifica classe di concorso. | - preselettiva computer-based a risposta multipla - prova scritta o scritto-grafica a risposta aperta - prova pratica (solo per alcune classi di concorso) - prova orale                                                              |
| Concorso ordinario (per abilitati) 2016 | 165.578               | 63.712        | - Titolo di abilitazione all'insegnamento nella scuola dell'infanzia o primaria o secondaria di I e II grado o specializzazione su sostegno, per la specifica classe di concorso. | - preselettiva computer-based a risposta multipla - prova scritta o scritto-grafica a risposta aperta (la parte scritta) - prova pratica (solo per alcune classi di concorso) - prova orale                                           |
| Concorso straordinario (per abilitati) 2018 | 49.901                | 64.149        | - Titolo di abilitazione all'insegnamento nella scuola dell'infanzia o primaria o secondaria di I e II grado o specializzazione su sostegno, per lo specifico posto. - ITP inseriti nelle Graduatorie a esaurimento (GAE) o abilitati. | - prova orale senza punteggio minimo |
| Procedura straordinaria per l'abilitazione 2020, detta "concorso abilitante straordinario 2020" (non svolto e abrogato)                            | ?                     | nessuno       | - Tre anni di servizio (anche non consecutivi) nella scuola secondaria statale, su posti comuni o di sostegno, svolti tra l'AS 2008/2009 e l'AS 2019/2020, di cui almeno uno di servizio specifico. - Titolo di studio idoneo per la specifica classe di concorso. | - prova scritta computer based a risposta multipla |
| Procedura straordinaria per il ruolo 2020, detta "concorso straordinario 2020" (svolto nel 2020-2021)                                              | 64.563                | 32.000        | - Tre anni di servizio (anche non consecutivi) nella scuola secondaria statale, su posti comuni o di sostegno, svolti tra l'AS 2008/2009 e l'AS 2019/2020, di cui almeno uno di servizio specifico. - Titolo di studio idoneo per la specifica classe di concorso. | - prova scritta computer-based a risposta aperta su tematiche disciplinari e inglese |
| Concorso ordinario 2020 (svolto dal 2021, da cui sono state scorporate le CdC A20, A26, A27, A28 e A41 nelle procedure cosiddette STEM)            | 430.585               | 33.000        | - Titolo di studio idoneo per la classe di concorso + 24 CFU nelle discipline antro-psico-pedagogiche e didattiche, oppure abilitazione all'insegnamento per la specifica classe di concorso. | - prova scritta computer based a risposta multipla su tematiche disciplinari, su informatica e inglese - prova pratica (solo per alcune classi di concorso) - prova orale                                                             |
| Concorso ordinario STEM 2021 (scorporamento dal Concorso ordinario 2020 delle CdC A20, A26, A27, A28 e A41)                                        | 60.521                | 6.129         | - Gli stessi del concorso ordinario 2020, di cui fa parte. | - gli stessi del concorso ordinario 2020, di cui fa parte - non ha previsto la valutazione dei titoli per velocizzare la procedura |
| Concorso ordinario STEM 2022 (svolto dal 2022, indetto limitatamente alle CdC A20, A26, A27, A28 e A41 sui posti residuali dal Concorso STEM 2021) | 37.158                | 1.685         | - Gli stessi del concorso ordinario 2020, di cui fa parte. Sono stati riaperti i termini per le iscrizioni. | - gli stessi del concorso ordinario 2020, di cui fa parte |
| Procedura concorsuale straordinaria 2021, detta "straordinario bis" (svolto dal 2022)                                                              | 36.836                | 14.420        | - Tre anni di servizio (anche non consecutivi) nella scuola statale, su posti comuni o di sostegno, svolti tra l'AS 2017/2018 e l'AS 2021/2022, di cui almeno uno di servizio specifico. - Titolo di studio idoneo per la classe di concorso. - Non aver svolto la procedura di immissione in ruolo da prima fascia su sostegno prevista dall'art.59 comma 4 Sostegni bis. | - prova orale senza punteggio minimo (immessi in ruolo solo i candidati rientranti nei posti a bando) - i vincitori accedono a un percorso di formazione universitario di 5 CFU                                                       |
| Concorso educazione motoria alla primaria 2023 (svolto dal 2023)                                                                                   | 22.586                | 1.740         | - Lauree magistrali delle classi LM-47, LM-67 e LM-68 o titoli esteri equipollenti + 24 CFU nelle discipline antro-psico-pedagogiche e didattiche. | - prova scritta computer based a risposta multipla su tematiche psicopedagogiche, informatica e inglese - prova orale |
| Concorso ordinario 2023 detto "concorso straordinario ter" (svolto dal 2024)                                                                       | 372.804               | 44.654        | - Titolo di studio idoneo per la classe di concorso o titoli esteri equipollenti + 24 CFU nelle discipline antro-psico-pedagogiche e didattiche, conseguiti entro il 31 ottobre 2022 o tre anni di servizio svolti nelle scuole statali negli ultimi cinque anni, di cui almeno uno specifico oppure abilitazione nella specifica classe di concorso.                      | - prova scritta computer based a risposta multipla - prova pratica (solo per alcune classi di concorso) - prova orale I vincitori dovranno iscriversi ad un percorso universitario da 30 o 36 o 60 CFU per conseguire l'abilitazione. |
| Concorso ordinario 2024 insegnanti religione cattolica                                                                                             | 6.195                 | 1.928         | - Requisiti per l'insegnamento della religione cattolica. | - prova scritta computer based a risposta multipla - prova orale |
| Concorso straordinario 2024 insegnanti religione cattolica                                                                                         | 12.713                | 4.500         | - Requisiti per l'insegnamento della religione cattolica. - Tre anni di servizio (anche non consecutivi) nella scuola statale nell'insegnamento della religione cattolica anche su gradi diversi. | - prova orale |
| Concorso ordinario 2024 | 239.100               | 19.032        | - Titolo di studio idoneo per la classe di concorso o titoli esteri equipollenti + 24 CFU nelle discipline antro-psico-pedagogiche e didattiche, conseguiti entro il 31 ottobre 2022 o tre anni di servizio svolti nelle scuole statali negli ultimi cinque anni, di cui almeno uno specifico oppure abilitazione nella specifica classe di concorso.                      | - prova scritta computer based a risposta multipla - prova pratica (solo per alcune classi di concorso) - prova orale I vincitori dovranno iscriversi ad un percorso universitario da 30 o 36 o 60 CFU per conseguire l'abilitazione. |

Nell'anno scolastico 2022/2023 i docenti erano 943.681 di cui 709.105 a tempo indeterminato e 234.576 supplenti a tempo determinato.
All'inizio dell'anno scolastico 2023/2024 gli immessi in ruolo erano 43.430 da diverse procedure a fronte di 50.807 posti disponibili autorizzati dal Ministero dell'economia e delle finanze
Gli insegnanti di religione cattolica concorrono in concorsi a essi dedicati.

#### Procedura per soli titoli di assunzione dalle GPS prima fascia
Negli anni scolastici 2021/2022, 2022/2023 e 2023/2024 sono stati assunti con procedura straordinaria i docenti inseriti nelle prime fasce GPS (ovvero docenti già abilitati o specializzati all'insegnamento), nel 2022/2023 e nel 2023/2024 limitatamente ai posti di sostegno. Tale procedura prevede l'accesso al percorso annuale di formazione e prova durante un anno svolto a tempo determinato su una cattedra vacante e disponibile, al termine del quale è prevista una prova disciplinare per la conferma o meno in ruolo e accesso al contratto a tempo indeterminato.

#### Altre passate modalità di accesso al ruolo
Sebbene oggi l'unico canale di assunzione a tempo indeterminato nel comparto scuola sia il concorso pubblico per esami e titoli, non è sempre stato così.
Dal 1973 al 1999 è esistito il cosiddetto "doppio canale" di reclutamento, con cui i docenti che avevano accumulato un certo numero di anni di servizio potevano accedere ad un concorso per soli titoli a loro riservato (eventualmente un corso-concorso per ottenere anche l'abilitazione all'insegnamento), accedendo così al ruolo senza procedure selettive sulla base di esami. A tali concorsi per soli titoli veniva destinato il 50% dei posti annualmente liberi.
Tra il 1999 e il 2008 il secondo canale di accesso ai ruoli fu la Scuola di specializzazione all'insegnamento secondario, di durata biennale e con selezione all'ingresso, il cui esame finale aveva valore concorsuale.
Con la legge 296/2006 le Graduatorie permanenti sono diventate Graduatorie ad Esaurimento (GAE) con tutti gli abilitati fino all'AS 2010/2011 da SSIS e dai concorsi e sono state chiuse a nuovi inserimenti, le GAE sono utilizzate dal 2007 sia per le supplenze che per le immissioni in ruolo con una percentuale del 50% ogni anno. La GAE saranno valide fino all'AS 2024/2025.

### Orario di lavoro
In Italia il contratto collettivo nazionale del lavoro conteggia esplicitamente solo alcune delle attività relative al lavoro del docente.
In particolare, per le ore di insegnamento in classe sono previste:
- 25 ore settimanali nella scuola dell'infanzia;
- 22 ore settimanali nella scuola primaria;
- 18 ore settimanali nella scuola secondaria, sia di primo che di secondo grado.

A queste il contratto collettivo aggiunge le seguenti ore per le attività collegiali:
- 40 ore annue per il Collegio dei docenti;
- 40 ore annue per i Consigli di classe e similari.

Tutte le altre attività individuali non sono conteggiate dal contratto ma devono comunque essere svolte. Tra queste rientrano la preparazione delle lezioni, la correzione degli elaborati, i rapporti con le famiglie, le riunioni di dipartimento, i

### Docenti nelle regioni autonome
Nelle regioni autonome sono in vigore delle differenze rispetto alla legislazione nazionale:
- In Valle d'Aosta per le supplenze sono previste Graduatorie ad esaurimento, Graduatorie Regionali Supplenze (GRS) e di istituto con validità biennale e sono banditi concorsi a livello regionale, il reclutamento a tempo determinato e indeterminato non è legato al reclutamento nazionale. Per insegnare in Valle d'Aosta è obbligatoria una abilitazione all'insegnamento della lingua francese o un attestato di piena conoscenza della lingua francese ai sensi dell'art. 7 del regolamento regionale n. 6/1996.
- Trentino-Alto Adige:
  - Provincia autonoma di Bolzano: sono previste Graduatorie di Istituto con validità biennale per i tre diversi gruppi linguistici (italiano, tedesco, ladino), per i docenti delle scuole di lingua italiana è obbligatorio l'attestato di bilinguismo per accertare la conoscenza della lingua tedesca. Il reclutamento a tempo determinato e indeterminato e i corsi abilitanti non sono legati al reclutamento nazionale.
  - Provincia autonoma di Trento: sono previste Graduatorie di Istituto con validità biennale. Il reclutamento a tempo determinato e indeterminato e i corsi abilitanti non sono legati al reclutamento nazionale.
- Friuli-Venezia Giulia: in Friuli-Venezia Giulia il reclutamento a tempo determinato e indeterminato; anche corsi abilitanti e i TFA sostegno i sono legati alle leggi nazionali. Nelle scuole slovene e bilingue italo-slovene è obbligatorio per i docenti il certificato di conoscenza della lingua slovena di livello C2 e l'insegnamento è in sloveno o in italiano e sloveno[61]. Per il reclutamento a tempo indeterminato nelle scuole slovene e bilingue italo-slovene sono banditi concorsi regionali.
- Sardegna: in Sardegna il reclutamento a tempo determinato e indeterminato è legato al reclutamento nazionali; anche corsi abilitanti e i TFA sostegno i sono legati alle leggi nazionali. Esiste un elenco regionale docenti di lingua sarda[62] ed è previsto anche l'insegnamento della lingua sarda con progetti scolastici[63].
- Sicilia:in Sicilia il reclutamento a tempo determinato e indeterminato è legato al reclutamento nazionale; anche corsi abilitanti e i TFA sostegno sono legati alle leggi nazionali.

### Mobilità professionale
I docenti di ruolo assunti in una data istituzione scolastica possono:
- presentare domanda di trasferimento presso un'altra istituzione scolastica, all'interno della stessa provincia di titolarità o di altra provincia;
- presentare domanda di passaggio di cattedra, presso la stessa o altra istituzione scolastica, ovvero il passaggio ad altra classe di concorso dello stesso grado, purché provvisti della rispettiva abilitazione;
- presentare domanda di passaggio di ruolo, presso la stessa o altra istituzione scolastica, ovvero il passaggio ad altra classe di concorso di grado diverso, purché provvisti della rispettiva abilitazione;
- presentare domanda di mobilità annuale (assegnazione provvisoria o utilizzazione), mantenendo la titolarità nella scuola di servizio ma lavorando per un intero anno scolastico presso un'altra istituzione scolastica.

La percentuale di posti annualmente destinate alle varie procedure di mobilità, nonché l'ordine di accoglimento delle domande, è decisa di anno in anno dal Ministero dell'Istruzione e del Merito.

## Nell'università
Per insegnare nell'università italiana o in altre istituzioni superiori universitarie (come ad esempio le scuole superiori universitarie) è necessario essere ricercatore universitario (quale professore aggregato) oppure professore a contratto. In particolare, il conseguimento di un dottorato di ricerca, oppure di diploma di specializzazione medica o esser stato titolare di assegno di ricerca anteriormente all'entrata in vigore della riforma Gelmini, è requisito indispensabile per la partecipazione a concorso per ricercatore, bandito dalle università in Italia previo conseguimento di una idoneità scientifica nazionale prevista dalla legge 30 dicembre 2010, n. 240. Tuttavia, in alcuni casi è possibile esercitare attività di docenza nelle ipotesi previste dalla legge,
 come ad esempio nel caso del professore a contratto o per i lettori di lingua straniera, oppure la chiamata di studiosi di chiara fama, ai sensi della legge 4 novembre 2005, n. 230.
Nel sistema universitario italiano, si distinguono i seguenti ruoli accademici:
- Personale di ruolo:
  - professore ordinario (o professore di I fascia); 15150 persone nel 2021.[66]
  - professore associato (o professore di II fascia); 24155 persone nel 2021.[66]
  - professore aggregato (ruolo a esaurimento).
  - ricercatore universitario (a tempo indeterminato, ruolo a esaurimento)[67]; 7544 persone nel 2021.[66]
- Personale non di ruolo:
  - professore a contratto; 31685 persone nel 2021.[66] Il professore a contratto non percepisce uno stipendio dall'Università, ma viene generalmente pagato con soluzione unica alla fine dell'anno accademico.
  - Ricercatore a tempo determinato (RTD); 10933 nel 2021.[66] Si distinguono in RTD-A e RTD-B, a seconda della rinnovabilità o meno del contratto.
  - Assegnista di ricerca; 15701 nel 2021.[66]

I titoli di professore emerito e professore onorario costituiscono un riconoscimento alla carriera, ma non fanno parte dei ruoli accademici. Ogni docente e ricercatore afferisce ad un settore scientifico disciplinare: questi ultimi sono aggregati in più aree concorsuali (attualmente quattordici).

### Professore ordinario e associato
Dopo la legge 30 dicembre 2010, n. 240 (parte della Riforma Gelmini) la modalità di accesso ai ruoli universitari prevede, come precondizione, il conseguimento di un'idoneità nazionale, chiamata Abilitazione scientifica nazionale (ASN). Tale abilitazione è ottenuta attraverso una procedura nazionale di valutazione per titoli bandita annualmente, i cui criteri sono stati stabiliti dal D.P.R. 14 settembre 2011, n. 222 per le prime due tornate (2012 e 2013), e successivamente rivisti. In linea di massima i candidati devono preventivamente superare tre valori-soglia calcolati nell'ambito del proprio settore scientifico-disciplinare (numero di monografie, di articoli, di articoli in riviste di fascia A in un determinato lasso temporale), quindi essere soggetti a valutazione da parte di una commissione di cinque docenti ordinari per ogni settore concorsuale.
I cinque commissari sono nominati per sorteggio da una lista compilata tra coloro che hanno fatto domanda per farne parte e che posseggono o superano i valori-soglia per professore ordinario. Per la stessa università non può far parte della commissione più di un professore ordinario. La commissione avvia i propri lavori prima che venga pubblicato sulla gazzetta ufficiale il bando di apertura delle candidature. Successivamente vengono analizzati titoli e pubblicazioni dei candidati, quindi la commissione esprime un giudizio che motivi l'attribuzione o meno dell'abilitazione, la quale ha una durata di sei anni. Per la fascia degli associati viene richiesto un numero inferiore di pubblicazioni e di titoli rispetto alla fascia degli ordinari. Per ogni settore concorsuale sono stabiliti criteri e parametri bibliografici divisi per le rispettive fasce. Le procedure per il conseguimento dell'abilitazione sono indette annualmente con decreto ministeriale, per ciascun settore concorsuale e distintamente per la prima e la seconda fascia dei professori universitari. Il conseguimento dell'abilitazione consente la partecipazione alle procedure concorsuali di abilitazione indette nei sei anni successivi per il medesimo settore concorsuale della medesima fascia ovvero della fascia superiore. Con la legge Gelmini viene abolito il periodo di straordinariato e di conferma di tre anni per i professori associati e ordinari, mentre la progressione stipendiale viene rivista ogni tre anni. I singoli atenei bandiscono una procedura di chiamata per professore associato o per professore ordinario, secondo le seguenti modalità:
- Concorso "aperto" (chiamata ex art. 18 comma 1 della legge 240/2010). A tale bando possono concorrere i candidati in possesso dell'Abilitazione Scientifica Nazionale (o dell'idoneità conseguita ai sensi della legge 3 luglio 1998, n. 210), oppure i professori rispettivamente associati o ordinari già in servizio presso altra sede.
- Concorso "per esterni" (chiamata ex art. 18 comma 4 della legge 240/2010). A tale bando possono concorrere i candidati in possesso dell'Abilitazione Scientifica Nazionale (o dell'idoneità conseguita ai sensi della legge 3 luglio 1998, n. 210) che non ricoprano ruoli nell'Ateneo che bandisce il posto, o non abbiano goduto presso questo Ateneo di assegni di ricerca, contratti, o in generale che vi abbiano prestato servizio nei precedente triennio. A questo tipo di chiamata tutti gli Atenei devono riservare almeno un quinto dei posti disponibili per il reclutamento nella programmazione triennale.
- Concorso "per interni" (chiamate ex art. 24 comma 5 e 6 della legge 240/2010).

In tale ultimo caso, si hanno due tipologie di selezione:
1. Concorso indetto per i ricercatori a tempo determinato "senior" (RTD-b, vedi la disciplina del Ricercatore universitario) nel terzo e ultimo anno del loro contratto, che abbiano conseguito l'Abilitazione Scientifica Nazionale a professore associato; il ricercatore sarà valutato da una Commissione appositamente nominata e, previo giudizio positivo, assunto quale professore associato (art. 24 comma 5).
2. Concorso indetto per i ricercatori a tempo indeterminato o i professori di seconda fascia già in servizio presso l'Ateneo che bandisce il posto, in possesso dell'Abilitazione Scientifica Nazionale, per concorrere ad un posto di ruolo superiore (art. 24 comma 6). Per tali concorsi gli Atenei possono destinare sino alla metà delle risorse disponibili al reclutamento dei professori nel piano di programmazione triennale. Tale chiamata doveva essere possibile solo fino al 31 dicembre 2017, ma con decreto i Governi hanno novellato questo comma sino al 31 dicembre 2020. Dal 1º gennaio 2018 (dopo la proroga ora 2021) tali risorse potranno essere impiegate esclusivamente per l'ammissione in ruolo degli RDTb.

In deroga a questi tre metodi di reclutamento, è possibile esercitare attività di docenza nelle ipotesi previste dalla legge (come ad esempio per il lettori di lingua straniera, oppure la chiamata di studiosi di chiara fama).
I professori devono obbligatoriamente garantire un'attività annuale di almeno 1.500 ore, di cui 250 in regime di impegno a "tempo definito" (comprensive di lezioni ex cathedra, assistenza agli studenti e ai laureandi) o a "tempo pieno" (di almeno 350 ore annuali). Le ore di didattica frontale sono in ogni caso massimo 120. Nel primo caso la retribuzione è minore, ma il professore ha diritto a svolgere la sua attività professionale anche in altri contesti. Tale disposizione, oltre ad andare incontro a particolari esigenze degli interessati, mira a garantire agli Atenei l'apporto di esperienze provenienti dal mondo produttivo, diminuendo il tasso di astratto accademismo. Il professore "a tempo definito" non può svolgere determinati incarichi amministrativi e di coordinamento (direzione di dipartimento universitario e inter-dipartimentali, incarichi in Consiglio di amministrazione ed in senato accademico, ricoprire il ruolo di rettore): tali incarichi sono, infatti, riservati ai soli professori di prima fascia a "tempo pieno".

### Professore emerito e onorario
Ai professori ordinari in pensione o dei quali siano state accettate le dimissioni, i quali abbiano prestato almeno venti anni di servizio in tale ruolo, le Università, su iniziativa dell'ultima facoltà o dell'ultimo dipartimento di afferenza del docente, possono proporre al ministro dell'Università e Ricerca di conferire il titolo di professore emerito (concesso attraverso DPR). Il titolo di professore onorario può essere conferito, con le medesime modalità, qualora il servizio da professore ordinario abbia avuto una durata di almeno quindici anni ma inferiore a venti anni. Ai professori emeriti e ai professori onorari non sono riservate particolari prerogative accademiche anche se usualmente per essi rimane consentito l'accesso alle strutture dipartimentali e la prosecuzione dell'attività di ricerca e formazione all'interno di esse.

### Professore a contratto
Il professore a contratto è un esperto della materia reclutato per specifiche esigenze didattiche, scelto a seguito di selezioni pubbliche, per soli titoli, solitamente per un anno accademico, eventualmente rinnovabile. Si tratta della figura che sostituisce quella di professore incaricato. Il professore a contratto è una figura priva di stipendio mensile con rimborso a fine anno accademico in un’unica soluzione di circa 3000€ per l'intero anno accademico; nel 2021 il 30.1% dei professori universitari è costituito da professori a contratto.

### Professore aggregato
Ai sensi della riforma Moratti e della riforma Gelmini, ai ricercatori universitari, agli assistenti del ruolo ad esaurimento e ai tecnici laureati che abbiano svolto almeno tre anni di insegnamento, e ai professori incaricati ad esaurimento, è attribuito il titolo di professore aggregato per il periodo di durata degli stessi corsi e moduli.